# Hermann Springborn
Hermann Springborn (* 4. Juli 1905 in Freiburg im Breisgau; † 13. Januar 1964 in Oeventrop (Arnsberg)) war ein deutscher Kunstmaler von Landschaften, Stillleben und Plakaten, Dekorateur und Karikaturist. Er gilt als Vertreter des Post-Impressionismus.

## Leben

### Kindheit, Ausbildung und erste Berufstätigkeit
Hermann Springborn wurde am 4. Juli 1905 in Freiburg im Breisgau geboren. Seine Kindheit erlebte er jedoch in Kempen am Niederrhein, wo er sich zum Anstreicher und Maler ausbilden ließ. Daraufhin spezialisierte er sich auf dekorative Arbeiten für Festdekorationen und Bühnenbilder. Auch war er als Plakatmaler tätig und zeichnete Karikaturen für niederrheinische Zeitungen. Er war auch ein engagierter Radrennfahrer und veröffentlichte Karikaturen zum Thema Radsport.
1936 begegnete er dem rheinischen Maler Max Clarenbach und bald darauf Julius Paul Junghanns, welche beide sein Talent erkannten, ihn ermutigten, förderten und anleiteten.

### Als Maler während des Zweiten Weltkriegs
Zu Beginn des Zweiten Weltkriegs war Springborn Soldat bei der Luftwaffe. Jedoch erkrankte er 1940 an Tuberkulose und wurde in das Reserve-Lazarett Oeventrop, das ehemalige Missionshaus der Missionare vom Hl. Herzen Jesu, eingeliefert. Hier begann er mit seinen Landschaftsmalereien Sauerländischer Landstriche, was vom Oberfeldarzt Neuenzeit gefördert wurde, welcher ihm nach Möglichkeit Malutensilien und Farben besorgte. Mehrfach besuchte Springborn, teilweise für mehrere Wochen, seine Heimat Kempen, wo er viele niederrheinische Landschaften auf Leinwand brachte.
1943/44 beteiligte sich Springborn an der "Großen Westfälischen Kunstausstellung" in Dortmund und Hagen.

### In der Nachkriegszeit
Später war er auf der "Ersten südwestfälischen Kunstausstellung der Nachkriegszeit" vertreten, welche 1945/46 im Sauerland-Museum in Arnsberg stattfand. 1946 wurde er in die "Datenbank der Rheinisch-Westfälischen Künstler", Katalog-Nr. 28 aufgenommen. Sein Oeventroper Werkstatt-Atelier in der Nachkriegszeit befand sich in der alten Stemann'schen Kegelbahn. Selten malte er auf teurer Leinwand. Meist wurden die Ölfarben auf Sperrholz oder Karton aufgetragen. Viele Bilder überreichte er noch ungetrocknet anlässlich verschiedener Feierlichkeiten. Springborns Bilder waren nicht teuer. Häufig tauschte er sie gegen Naturalien und Malutensilien ein, nach der Währungsreform gegen Deutsche Mark. So hängen viele Bilder von ihm in sauerländischen Gasthöfen.
1948 begegnete er Söchtig aus Meerbusch, der Springborn in der Landschaftsmalerei und in der Sparte der Blumenstillleben beeinflusste. Weiterhin zeichnete er auch Karikaturen.

### Posthume Anerkennung als Kunstmaler
Am 13. Januar 1964 starb Springborn in Oeventrop an den Spätfolgen seines Kriegsleidens. Sein letztes Bild, eine Sauerland-Landschaft in Öl konnte er nicht mehr vollenden. Er war verheiratet und hatte mindestens eine Tochter.
Vier Jahre und fünf Monate nach seinem Tod erhielt der Maler Hermann Springborn posthum die offizielle Anerkennung als Kunstmaler und wurde an der Folkwangschule in Essen zum Studium zugelassen.

## Bedeutung
Springborn erreichte vorrangig regionale Bekanntheit in Nordrhein-Westfalen. Seine Gemälde, vielfach im Privatbesitz, hängen u. a. in der Südwestfälischen Galerie im Museum Holthausen, im Kramer-Museum Kempen und im Sauerland-Museum.

### Beteiligungen an Ausstellungen und Veröffentlichungen
- 1930er Jahre Ausstellungen in der Niederrhein-Region, u. a. in Kempen, Wachtendonk und Straelen
- 1942 Ausstellung im Reserve-Lazarett Oeventrop, Initiator Oberstabsarzt Dr. Neuenzeit
- 1943/1944 Beteiligung an der "Großen Westfälischen Kunstausstellung" in Dortmund mit Landschaften vom Niederrhein und dem Sauerland, Blumenstillleben und Industrielandschaften
- 1943/1944 Einzelausstellung im Sauerland-Museum in Arnsberg
- 1945/1946 "Erste südwestfälische Kunstausstellung der Nachkriegszeit" im Sauerland-Museum Arnsberg
- 1949 Karikatur/Titelbild "Wer hat den Ball?" zur Schrift "Leistung und Breitensport", hrsg. von der Friedrich-Naumann-Stiftung für die Freiheit, Potsdam 1949, Archiv des TUS Oeventrop 1896
- 1949 Sportkarikaturen für die Dokumentation der Fußballspiele des TUS Oeventrop 1896 während der ersten Jahre bis 1949
- 1950 Ausstellung im Geschichts- und Museumsverein Kempen am Niederrhein e. V., "Kunst im Kramer-Museum Kempen"
- 1951 Gesamtausstellung/Einzelausstellung im Sauerland-Museum Arnsberg
- 1951–1957 Beteiligung an drei jurierten Ausstellungen mit Künstlern aus dem Sauerland – Bornemann, Neuhaus und Schwermer – im Sauerland-Museum Arnsberg, Juroren: Museumsdirektor Menne aus Arnsberg, Museumsdirektor Nissen aus Münster, Museumsdirektor Leo aus Bochum
- 1970 Gedächtnisausstellung im Sauerland-Museum Arnsberg zu Franz Kornemann/Brilon und Hermann Springborn/Oeventrop
- 1983–1984 Gemeinschaftsausstellung mit dem Niederrhein-Maler Johann Heinrich Gillessen im Geschichts- und Museumsverein Kempen e. V., "Kunst im Kramer-Museum Kempen"
- 1989 anlässlich seines 25. Todestages posthume Ausstellung im Sauerland-Museum Arnsberg, Herausgabe des Katalogs "Hermann Springborn 1905-1964" von Gerd Keßler/Oeventrop, Karl Jochen Schulte/Stockum-Dörnholthausen, Udo Wollmeiner/Oeventrop. Vorstellung der Foto-Dokumentation Karl Jochen Schulte mit über 200 Fotografien von Werken des Malers. Die Dokumentation befindet sich im Archiv des Sauerland-Museums in Arnsberg. Der Katalog zur Ausstellung kann dort noch erworben werden.
- 2009 Mehrere Bilder des Oeventroper Malers befinden sich in der Dauerausstellung in der "Südwestfälischen Galerie Holthausen"[4] zu Schmallenberg, ausgewählt aus einem Bestand von über 7000 Werken Sauerländer Künstler[5][6]

## Rezensionen
„Für mich war Springborn, der sich als Autodidakt nicht nur malerisches Können erworben, sondern auch ein umfassendes kunstgeschichtliches Wissen erworben hatte, ein Phänomen. Ich beantworte daher ihre Frage, ob Hermann Springborn als ernst zu nehmender Kunstmaler von Rang bekannt war, der sich mit Recht als "Kunstmaler" bezeichnen konnte, uneingeschränkt mit "ja".“

„Was die Arbeiten [...] betrifft, so habe ich zunächst zu sagen, dass sie eine Qualifikation erreichen, die die eines Absolventen der Werkgruppe Malerei an der Folkwangschule für Gestaltung nicht nur ohne weiteres erreicht, sondern sie sogar in vielen Fällen übertrifft. [...] Man merkt ihm nicht nur die gute Schule bei den bedeutenden Düsseldorfer Landschaftern Prof. Junghans und Prof. Clarenbach an, sondern er hat diese Schule auch aus Eigenem zu verwerten vermocht, also künstlerisch Eigenwertiges geleistet und ausgereift. Wenn Springborn auch durchaus als konservativer Maler im Sinne des Nach-Impressionismus zu bewerten ist, so hat er doch eben hierin ein weit überdurchschnittliches Niveau erzielt.“

„Die künstlerische Hinterlassenschaft des Herrn Springborn zeigt, dass man es hier mit einem hochbegabten, befähigten Künstler und Kunstmaler zu tun hat. Seine in spätimpressionistischer Manier gemalten Landschaftsstücke lassen ein ernsthaftes Studium erkennen, das – von einer delikaten Maltechnik getragen – ausdrucksstarke Kunstwerke entstehen ließ. Vieles in seinen Arbeiten weist deutlich auf die Hinleitung und den Rat, die er als extern tätiger Schüler der Professoren Clarenbach, Junghans und Söchtig in Düsseldorf erhalten hat. Die handwerklich-technische Beherrschung der malerischen Mittel hebt ihn weit über das Mittelmaß hinaus. Durch seine Begabung, die offensichtlich mit Fleiß und Intensität gepflegt und entwickelt wurde, hat er eine Leistung vollbracht, die weit über den Rang der handwerklichen Fähigkeiten eines Malermeisters liegen.“

## Werke (Auswahl)
- 1939 Duisburger Hafen; Schlepper, Schaluppen und Hochofen; Pastellkreide und Kohle auf Karton, 44 × 39 cm
- 1946 Wenks Hof in Wallen, Sperrholz 42 × 73 cm
- 1947 Am Sorpesee – Blick auf Amecke, Hartfaserplatte, 67 × 49 cm
- 1947 Blick vom Butterbetkenweg auf Hellefeld, Sperrholz, 67 × 50 cm
- 1954 Große Schmalenau, Sperrholz, 65 × 47 cm (mit Widmung)
- 1956 Blick aus dem Ruhrtal auf Freienohl, Sperrholz, 91 × 66 cm[1]